# Ducati 848
La Ducati 848 è una moto supersportiva presentata nel 2007 e prodotta dal 2008 fino al 2013, anno in cui è stata sostituita dalla 899 Panigale.

## Descrizione
La 848 è stata annunciata il 6 novembre 2007 alla fiera dell'Eicma di Milano, per poi essere lanciata a listino nel 2008.
La moto in questione prende il posto in listino della Ducati 749, ma rappresenta l'evoluzione stilistica della precedente 748 abbandonando le linee disegnate da Pierre Terblanche.
Con l'848, Ducati abbandona il campo delle competizioni per derivate di serie di media cilindrata Supersport 600 e Superstock Europea 600. A causa dell'inusuale cubatura infatti, la moto può essere schierata solo in alcune categorie del Campionato americano Superbike e del Campionato Canadese, oltre che in altri trofei minori.
La moto può usufruire del sistema di acquisizione dati Ducati Data Analyser (DDA), che si connette tramite una porta USB, la quale può essere usata per la connessione di un caricabatterie. Entrambi gli accessori sono disponibili solo come optional.
Grazie al peso contenuto e ai 134 CV raggiunge una velocità di punta di 262 km/h.

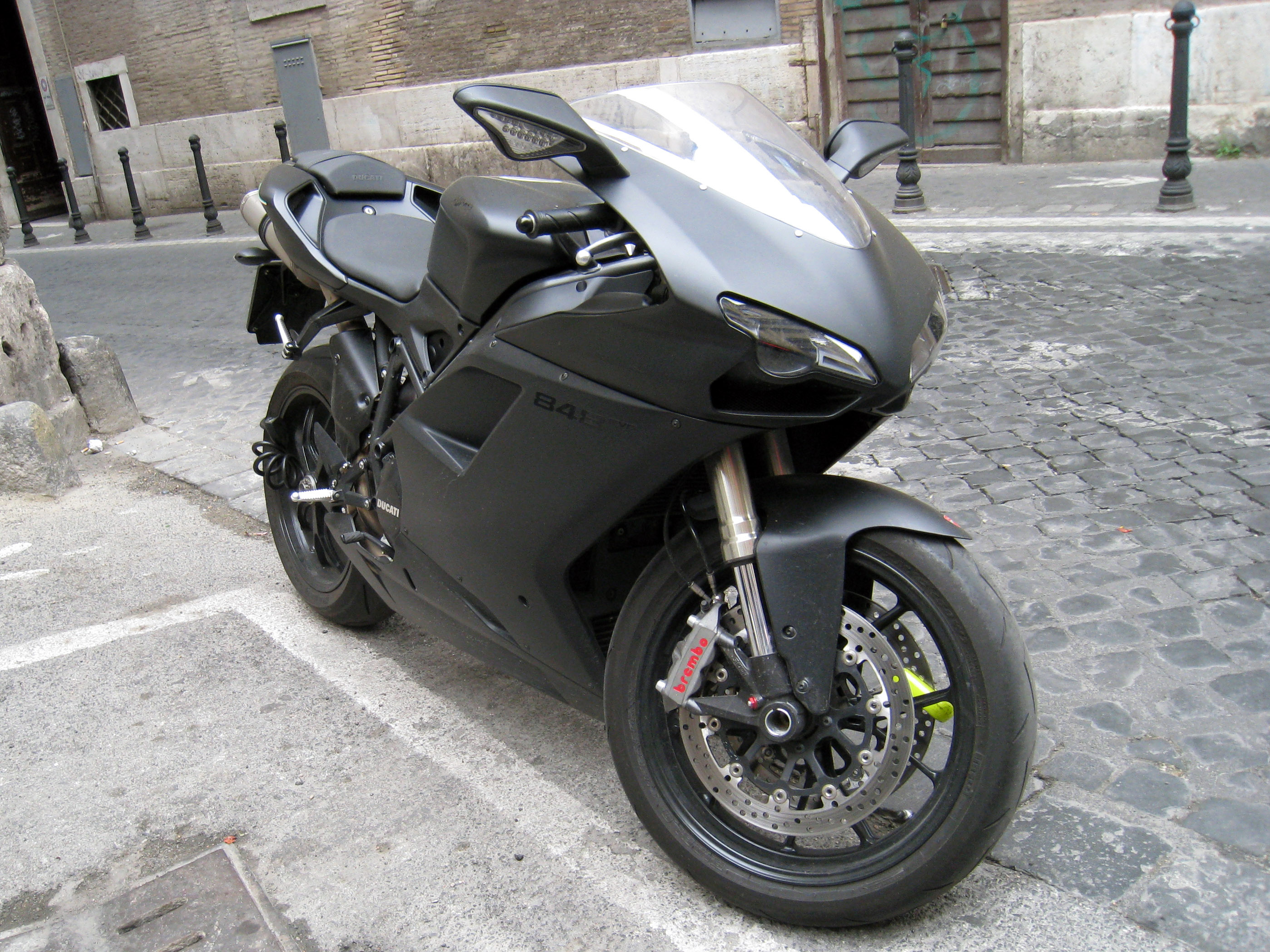
Ducati 848 in nero opaco

Nel 2010 la casa bolognese ha introdotto una inedita versione della 848, caratterizzata da una colorazione in nero opaco.

### Design
Il design di questa Ducati, come per la sorella maggiore 1098, riprende le forme della 916 disegnata da Massimo Tamburini.
È netta l'inversione di tendenza rispetto alle linee disegnate da Pierre Terblanche per i modelli 999-749.

### Motore
Il motore è una nuova unità che ha poco a che spartire con quello della 749.
La potenza è aumentata da 108 a più di 134 cavalli, grazie anche all'aumento di cilindrata, passata da 748 cm³ a 849 cm³, per via di un aumento della corsa e dell'alesaggio (ad eccezione del modello 749 R, che ha lo stesso alesaggio). La distribuzione è desmodromica, come da tradizione Ducati.
Il motore utilizza un coperchio punterie in magnesio (lega con cui viene realizzato anche il telaietto reggifari), riconoscibile per il colore giallognolo, inoltre si utilizza una frizione in bagno d'olio, che risulta più leggera di 1 kg rispetto alla versione a secco, il fatto d'essere a bagno d'olio caratterizza una durata molto maggiore, miglior controllabilità e funzionamento più silenzioso.
Unicamente per questa moto la Ducati ha utilizzato uno speciale sistema di realizzazione del basamento, chiamato Vacural, che prevede la pressofusione del materiale in condizioni di vuoto spinto, questo ha permesso di diminuire di oltre 3 kg il peso rispetto all'analogo della 749.

### 848 Evo e 848 Evo Corse

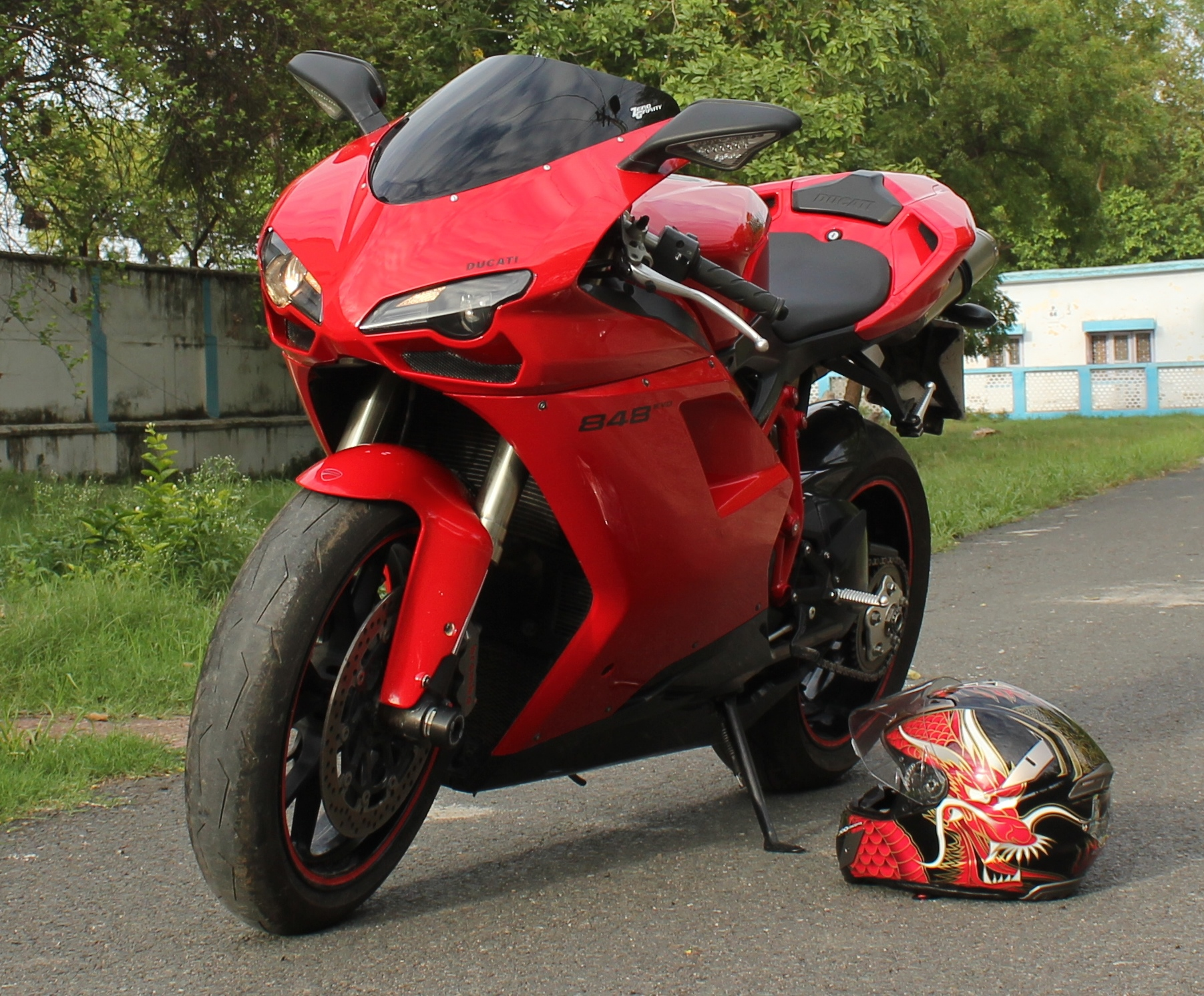
Ducati 848 EVO

Nel 2011, il modello è stato rivisto dalla casa di Borgo Panigale, creando la Ducati 848 Evo e la 848 Evo Corse.
Nell'agosto 2010, Ducati ha annunciato la 848 Evo, come evoluzione del modello. La Ducati 848 Evo è caratterizzata da piccole modifiche al motore, compresi i nuovi corpi farfallati della Marelli, teste dei cilindri modificate con condotti di aspirazione dritti e camere di combustione rimodellate. Questi cambiamenti si traducono in un aumento di 4,5 kW (6 CV) di potenza, portando la potenza totale a 140 CV (103 kW). Inoltre sono presenti un nuovo forcellone nero, nuove pinze dei freni Brembo e un diverso montaggio di sterzo e ammortizzatore.

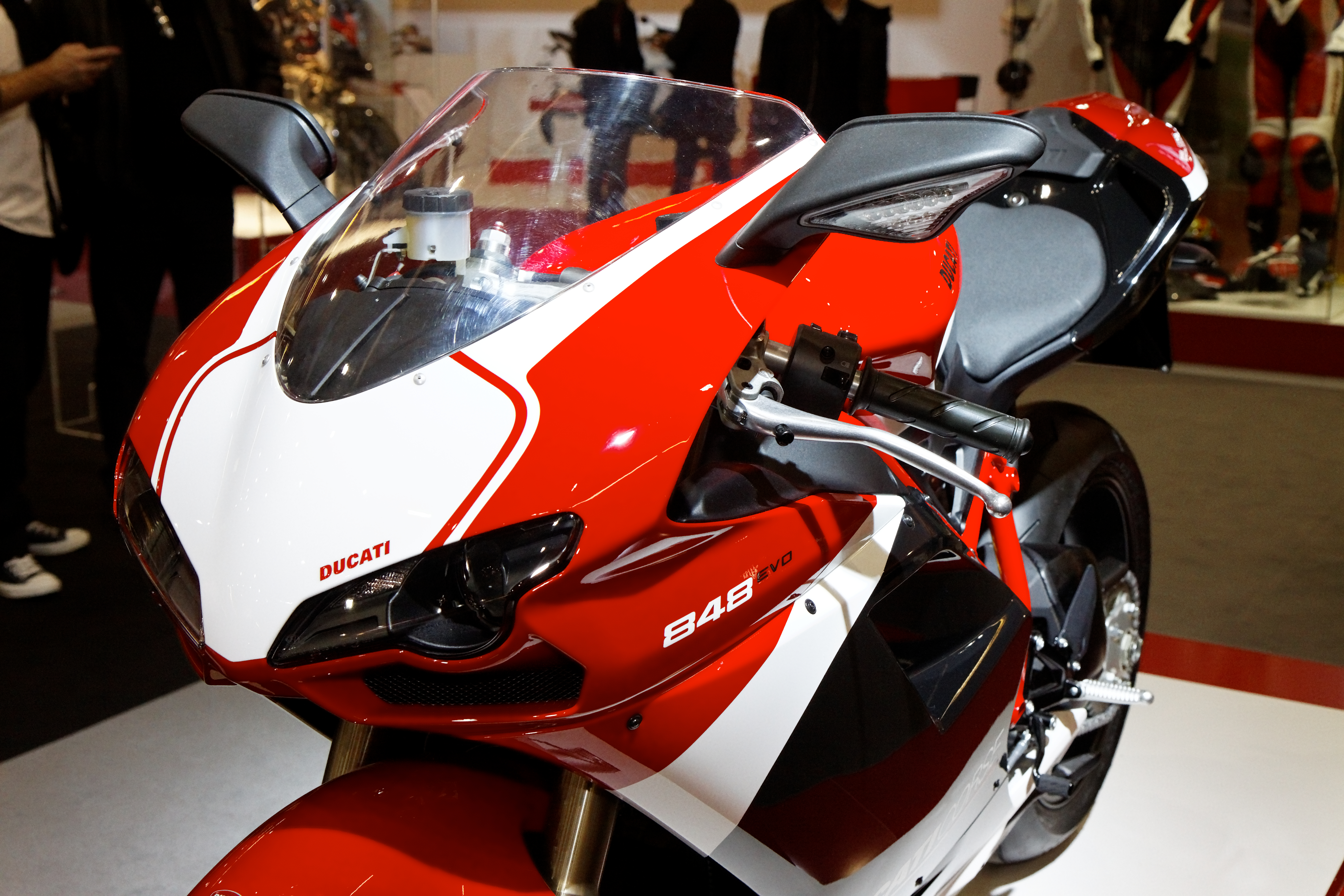
Dettaglio anteriore di una Ducati 848 EVO Corse Special Edition

La 848 Evo si presenta con gli stessi freni monoblocco e lo stesso telaio con l'ammortizzatore e lo sterzo montano come sulle 1098 e 1198. La sospensione posteriore, compreso il leveraggio che è lo stesso, utilizzando le identiche forcelle della Showa. Molti componenti del sistema di scarico sono condivisi, compresi i sostegni dello scarico che ospitano la marmitta e catalizzatore. Nonostante la differenza di cilindrata del motore, le due moto condividono gli angoli delle valvole e i coperchi delle stesse in magnesio. Il radiatore dell'olio e il radiatore sono anche molto simili. Le trasmissioni sono diverse, con i rapporti che sulla 848 sono più corti e ravvicinati.
Nel 2013, la Ducati ha annunciato che la 848 è stata sostituita dalla 899 Panigale.

## Differenze con la 1098
- Frizione in bagno d'olio anziché a secco (non c'è più il tipico rumore metallico al minimo);
- Steli della forcella senza riporto antiattrito;
- Pinze dei freni anteriori Brembo radiali, ma non monoblocco come sulla 1098;
- Cerchio posteriore da 5.5 in luogo del 6.0 del 1098 (pneumatico posteriore da 180 invece che 190);
- Altezza del retrotreno fissa (altezza regolabile solo optional)